# Fiat-NSU
Fiat-NSU était une marque d'automobiles commercialisée par NSU à partir de 1922, puis par Fiat à partir de 1929 à la suite de la faillite de NSU et de son rachat par Fiat.

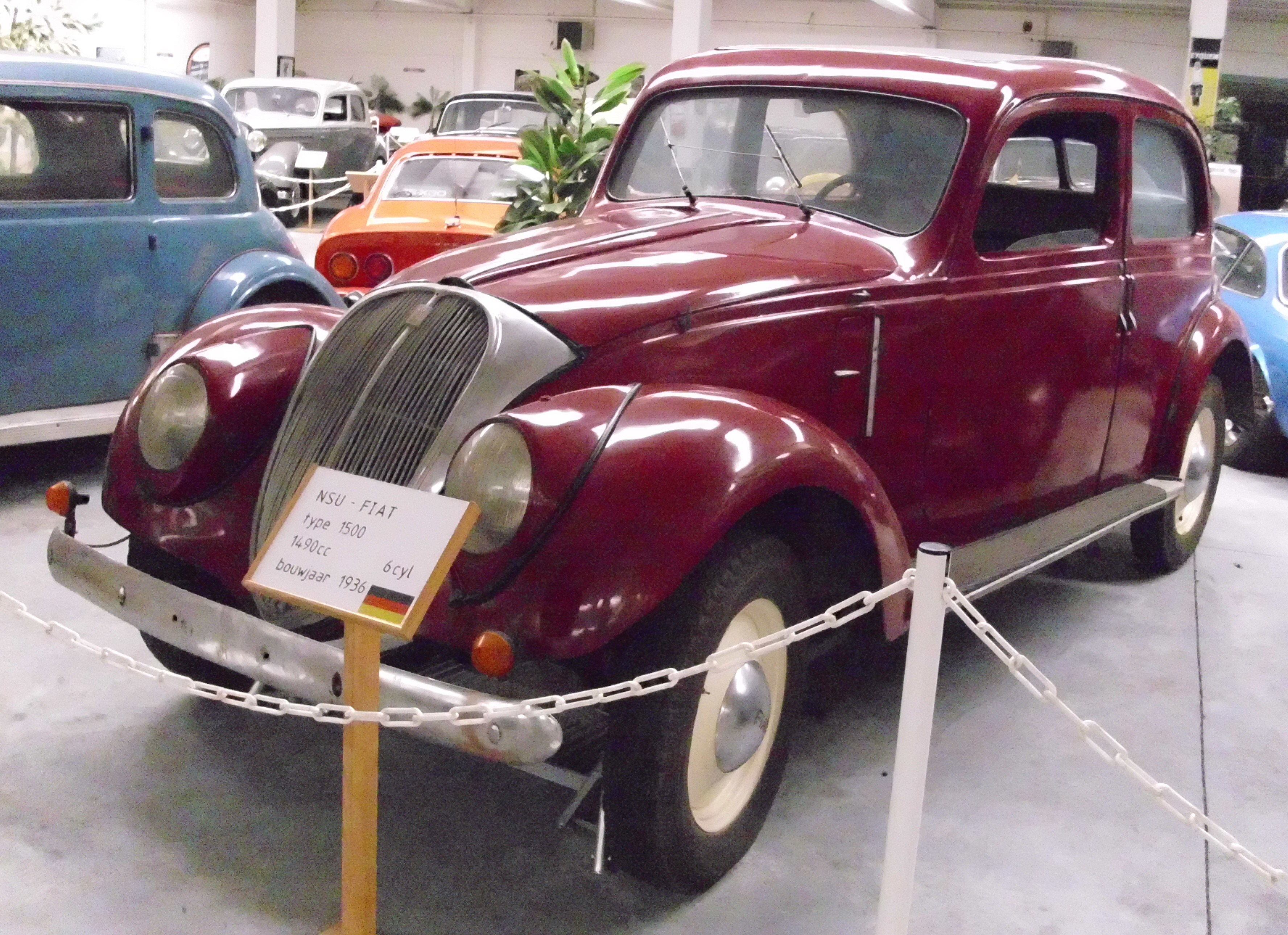
Fiat NSU 1500 de 1936

## Historique

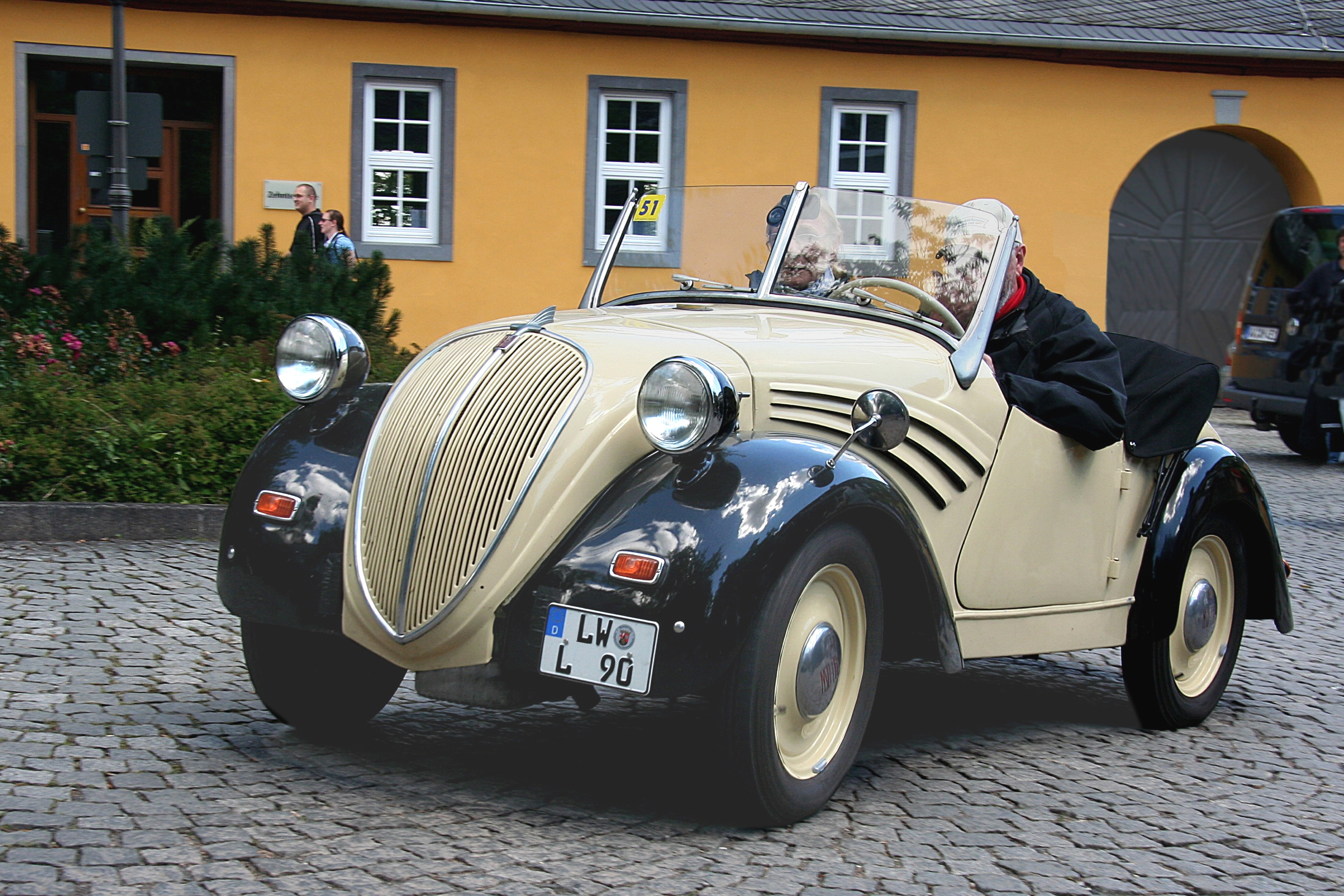
NSU-Fiat de 1940

Très tôt le constructeur allemand NSU, basé à Neckarsulm, a entretenu des rapports privilégiés avec l'Italie et Fiat en particulier.
Dès 1922, NSU signe un accord avec Fiat pour construire, sous licence, des modèles du constructeur italien ce qui permettra au géant italien de devenir en très peu de temps la seconde marque étrangère en Allemagne. De même la branche motocyclettes de NSU fabriqua sous licence les fameux scooters et motos Lambretta.
Pour faire face à la demande croissante des automobiles Fiat-NSU, il est alors entrepris la construction d'une nouvelle usine à Heilbronn, au bord de la rivière Neckar. Pour aider à financer le projet, alors que la société NSU était passée sous l'emprise de Jakob Schapiro, Fiat prend une petite participation au capital du constructeur allemand. L'usine ouvre ses portes en 1926 et emploie 4 000 salariés. 
Comme beaucoup d'entreprises allemandes après la fin de la Première Guerre mondiale, en 1928, NSU connaît d'énormes difficultés financières et, en 1929, à la suite de graves problèmes financiers, NSU se retrouve en faillite et ses créanciers vendent la marque et son site industriel d'Heilbronn à Fiat pour la somme de 2 millions de marks. NSU abandonne la fabrication des automobiles et se consacre exclusivement à la construction sous licence de motocyclettes Lambretta.
Fiat reprend alors immédiatement la production avec ses propres licences de la Fiat 521 qui sera la voiture Fiat la plus produite en dehors de l'Italie, et poursuivra avec les Fiat 500 Topolino, qui sera fabriquée jusqu'en 1955, et la Fiat 508 Balilla. Il les commercialisa sous le nom Fiat-NSU 500 de 1937 à 1941, Fiat-NSU 1000 de 1934 à 1938 et Fiat-NSU 1100 de 1938 à 1941.
Ces voitures étaient aussi fabriquées en France par Simca-Fiat. Fiat-NSU fabriqua également les modèles Fiat 1100 - Fiat 1500 et Fiat 2800 d'avant-guerre.
La fabrication s'arrêta pendant la Seconde Guerre mondiale et ne reprit qu'en 1952 après une longue reconstruction des sites détruits par les bombardements.
En 1957, NSU décidait de tenter de redémarrer la fabrication d'automobiles et négocia avec Fiat le rachat de la marque NSU. FIAT-NSU se transforma en Fiat Neckar. NSU ne fit pas meilleure fortune et se retrouva rapidement racheté par le groupe Volkswagen.

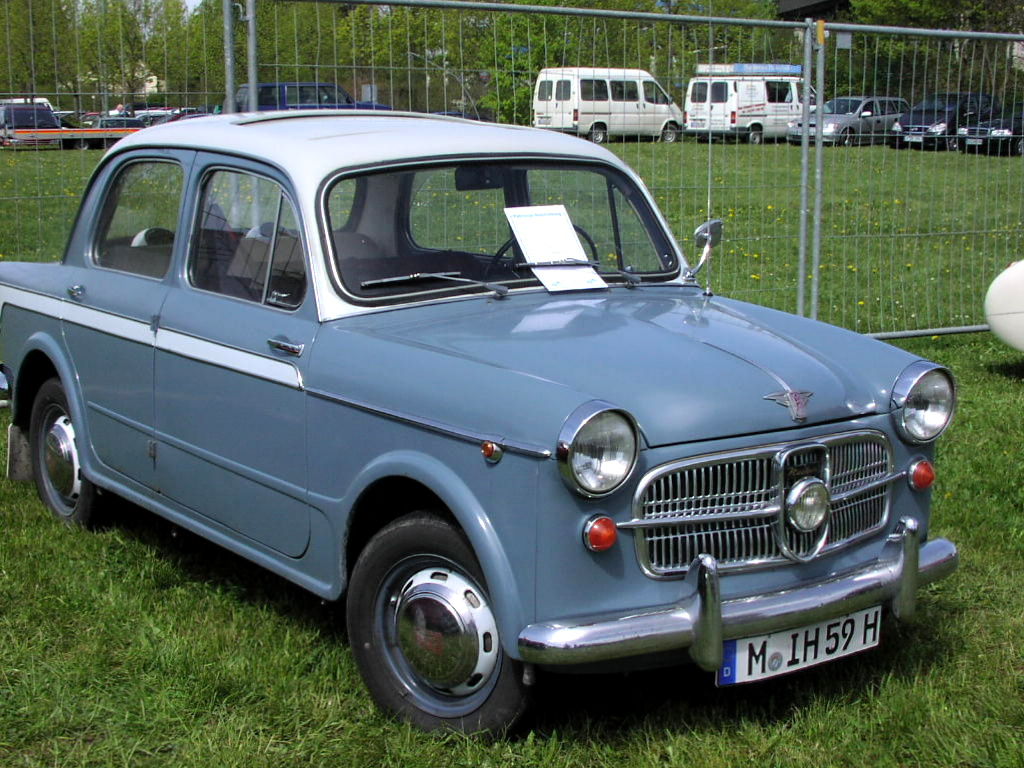
Fiat Neckar 1100-103D Europa

Fiat-NSU a réalisé la production des modèles Fiat italiens sous licence suivants :
- NSU 7/34 PS, seconde série en 1929 avec la mécanique de la Fiat 514, renommée NSU 405 qui sera fabriquée jusqu'en 1932,
- NSU 10/52 PS, 1931-1933, copie de la Fiat 522 italienne, renommée Fiat-NSU 2500 en 1933,
- Fiat-NSU 2500 = Fiat 522, 1933-1934,
- Fiat-NSU 1000 = Fiat 508 Balilla, 1932-1938, env. 6 000 exemplaires,
- Fiat-NSU 1100/1100 L = 1938-1941, version allemande de la Fiat 1100 seconde série - env. 5 000 exemplaires
- Fiat-NSU 1500 = Fiat 1500, 1936-1950, version allemande des Fiat 1500 / 1500 A&B / D & E en versions berline 2 et 4 portes et cabriolet - env. 4 000 exemplaires[1],
- Fiat-NSU 500 C = Fiat 500 Topolino C, 1951-1955, 16 064 exemplaires
- Fiat-NSU 1400 = Fiat 1400, 1953-1954, 1 400 exemplaires
- Fiat-NSU 1900 = Fiat 1900,
- Fiat-NSU Neckar devenue Neckar Europa = Fiat 1100-103 et Fiat 1100R, 1953-1968, 159 731 exemplaires
- Fiat Neckar Jagst 600/770, puis Neckar Jagst 2 = Fiat 600 D, 1956-1969, 171 355 exemplaires
- Neckar Riviera - Coupé et cabriolet lancés en 1961, basés sur la Fiat 600 puis, dans une seconde version en 1966 seront construits sur la base de la Fiat 850. Ce modèle sera également produit en Argentine sous le nom Fiat 770.

Tous les autres modèles ont été commercialisés sous la marque Fiat Neckar jusqu'en 1967, date à laquelle Fiat commença la fabrication de ses modèles 124, 125 puis, en 1970, 128 sans aucune modification d'équipement pour le marché allemand en raison de la saturation de ses usines italiennes.
Fiat arrêtera les productions Neckar en 1973. le constructeur italien aura fabriqué exactement 412.085 voitures au total entre 1929 et 1973, dont environ 360.000 après la reprise de l'activité en 1952. Le nombre exact de voitures Fiat fabriquées par NSU sous licence entre 1922 et 1930 reste inconnu.

## Notes et références

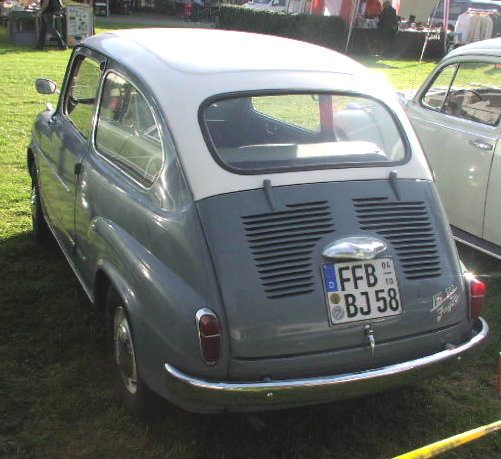
Fiat Neckar Jagst 600